# Спрінгфілд Тауншип (округ Йорк, Пенсільванія)
Спрінгфілд Тауншип (англ. Springfield Township) — селище (англ. township) в США, в окрузі Йорк штату Пенсільванія. Населення — 6026 осіб (2020).

## Демографія
Згідно з переписом 2010 року, у селищі мешкали 5152 особи в 1943 домогосподарствах у складі 1546 родин. Було 2035 помешкань
Расовий склад населення:
| - 90,6 % — білих - 6,0 % — чорних або афроамериканців - 1,4 % — азіатів - 0,1 % — корінних американців |

До двох чи більше рас належало 1,5 %. Частка іспаномовних становила 1,6 % від усіх жителів.
За віковим діапазоном населення розподілялося таким чином: 23,2 % — особи молодші 18 років, 63,0 % — особи у віці 18—64 років, 13,8 % — особи у віці 65 років та старші. Медіана віку мешканця становила 43,6 року. На 100 осіб жіночої статі у селищі припадало 101,0 чоловіків;  на 100 жінок у віці від 18 років та старших — 97,5 чоловіків також старших 18 років.
Середній дохід на одне домашнє господарство  становив 102 675 доларів США (медіана — 85 495), а середній дохід на одну сім'ю — 117 916 доларів (медіана — 98 148). Медіана доходів становила 68 191 долар для чоловіків та 53 299 доларів для жінок. За межею бідності перебувало 3,7 % осіб, у тому числі 0,0 % дітей у віці до 18 років та 8,5 % осіб у віці 65 років та старших.
Цивільне працевлаштоване населення становило 2693 особи. Основні галузі зайнятості: освіта, охорона здоров'я та соціальна допомога — 27,8 %, науковці, спеціалісти, менеджери — 14,7 %, виробництво — 13,1 %.